# Протести у Србији 2018—2020.
Протести у Србији 2018—2020. године, раније познати под слоганима Стоп крвавим кошуљама и Један од пет милиона (1 од 5 милиона / #1od5miliona), а пред крај незванично под називима (У) Бојкот 2020 и Грађански отпор, отпочели су у касну јесен 2018. године због начина вршења власти од стране власти Александра Вучића и Српске напредне странке и Социјалистичке партије Србије и због оптужби за пораст политичког насиља и корупције. Догађај који је био директан повод за први протест је инцидент у којем је физички нападнут опозициони политичар Борко Стефановић. Након првих протеста одржаних у Београду, окупљања су настављена широм Србије, као и у градовима насељеним српском дијаспором. Протести представљају најмасовније антирежимске демонстрације у Србији још од времена Петооктобарских промена 2000. године и једне од најдуготрајнијих у Европи.
Говорници на протестима и организатори су најчешће критиковали ситуацију у медијима и функционисање институција у држави, а касније су се као мотиви наводиле новооткривене афере функционера владајуће странке. Иницијатори протеста су се у почетној фази протеста оградили од политичких странака и негирали су њихово учешће у организацији, иако су постојали наводи да су значајну улогу у координацији играле утемељене политичке организације, примарно Савез за Србију, уз подршку других странака и покрета. Путем прогласа и позива на организовано учешће, подршку протестима су пружали академски радници, радници у култури, синдикати и студенти. Према истраживању из марта 2019. године, нешто више од половине учесника нису чинили симпатизери ниједне политичке странке, а већину су чинили високообразовани грађани и студенти. Паралелно са одржавањем протеста, Александар Вучић и представници владајуће коалиције су организовали серију митинга у склопу кампање „Будућност Србије“, док су прорежимски медији константно демонизовали учеснике протеста и опозиционе актере ширећи дезинформације јавности.
Још у фази интензивног трајања, протест је резултирао одређеним промена на опозиционом делу политичког спектра. 6. фебруара 2019. године, већина парламентарних и ванпарламентарних странака опозиције је као одговор на протесте потписала тзв. „Споразум са народом“, којим се обавезала да напусти све институције (примарно Народну скупштину Републике Србије), те да бојкотује све изборе под дотадашњим условима. Након најмасовнијег протеста одржаног 13. априла у Београду је представљен стручни тим који је два месеца касније објавио уобличене захтеве грађанских протеста у виду 42 препоруке и шест закључака везаних за изборне и медијске услове.
Организатори протеста, окупљени у УГ „Један од пет милиона“ су 3. септембра саопштили да због неиспуњавања ниједне препоруке позива грађане и странке у Србији да бојкотују редовне парламентарне изборе који ће бити одржани 2020. године. Већина опозиционих странака које су подржавале протесте су прогласиле бојкот, али је део покрета „Један од пет милиона“ 28. јануара 2020. објавио да ће кандидовати сопствену листу, што је довело у питање судбину самих протеста. Бивши чланови покрета и иницијатори протеста, као и локални организатори протеста из неколико градова су осудили ову одлуку и позвали грађане да наставе са протестима и да бојкотују изборе. 
Протести су, потом, ипак настављени, уз знатно директније учешће опозиционих странака и са фокусом на кампању за бојкот избора.
Одлуком организатора, протести су ванредно прекинути 10. марта 2020. године, због избијања пандемије вируса корона.
Накнадно су се из бојкота повукли и Покрет слободних грађана и Доста је било, најављујући излазак на изборе.
Током трајања ванредног стања, у априлу и мају 2020. године избија нови талас протеста, са другачијим, хетерогеним захтевима.

## Позадина

### Председнички избори, стање политичких и медијских слобода
На председничким изборима 2017. године, на које је опозиција изашла предвођена Сашом Јанковићем и Вуком Јеремићем, Александар Вучић, кандидат владајуће коалиције и тадашњи председник владе је остварио победу у првом кругу са освојених 55,08% гласова. Прелиминарни резултати избора су већ сутрадан, 3. априла, иницирали вишенедељне антирежимске протесте. Према извештају ОЕБС-а и делегације Савета Европе, идентификоване су бројне неправилности и недостаци током изборног процеса, а неизбалансирано извештавање медија, притисци на бираче и запослене у државним институцијама и злоупотреба јавних ресурса за спровођење кампање су пољуљали једнакост могућности у такмичењу кандидата. Организације које су пратиле изборни процес, као и Европска комисија су нагласили да је постојала изразита диспропорција у погледу заступљености председничких кандидата у медијима.
На основу мерења индекса демократичности за 2018. годину од стране магазина The Economist, Србија је сврстана у категорију земаља „непотпуне демократије”, коју карактерише начелно поштовање слобода у изборном процесу, али и присуство изражених проблема у виду кршења медијских слобода, недовољно развијене политичке културе, ниског нивоа учешћа грађана у политичким процесима и проблема у функционисању власти и администрације. Организација -Freedom House}- је у извештају за 2018. годину навела да је Србија земља која има константан пад у индексима слободе након доласка Вучића на власт, као и да је у једној години изгубила статус „слободних” и сврстала се у категорију „делимично слободних” земаља. Према објашњењу, статус Србије опао је због погоршања у начину спровођења избора, због наставка покушаја владе и прорежимских медија да кроз законе угњетавају независне новинаре провлачећи их кроз прљаве кампање, као и због акумулације извршних овлашћења од стране председника Вучића, у супротности са уставним овлашћењима.
Европска комисија, бројне међународне и домаће организације, медијска удружења и истраживачи су указали на генералне проблеме у погледу слободе медија у Србији од доласка Александра Вучића на власт, наводећи притиске и нападе на независне медије, као и присуство лажних вести и прљаве кампање од стране прорежимских медија. Политички теоретичари и научници, аналитичари и новинари владавину Александра Вучића описују доминантно описују као ауторитарну, аутократску и као пример илибералне демократије.

### Рад Народне скупштине Србије
Организација Freedom House је 2018. године у извештају о политичким и медијским слободама у Србији навела да Маја Гојковић, председница Народне скупштине, председава парламентом изразито партијски, са великим бројем прекида и казни упућеним опозиционим посланицима. Њено председавање је било предмет критика у јавности због праксе да помоћу звона посланицима из владајуће већине сугерише да гласају за предлоге.
Опозициони посланици од краја 2017. године оптужују владајућу већину за „парламентарно насиље” и оцењују да је парламент обесмишљен након праксе посланика из владајуће већине да предлажу више стотина готово идентичних амандмана који често и немају везе са предложеним законом, а од којих касније и сами одустану или не гласају за њих, што све доводи до присвајања предвиђеног времена за расправу и помоћу злоупотребе пословника смањује време обраћања опозиције у парламенту.

### Убиство Оливера Ивановића
Према каснијим речима организатора, један од повода окупљања је и неразјашњено убиство Оливера Ивановића, опозиционог политичара са Косова и Метохије.
Ивановићу је 2017. године, након три године затвора у Косовској Митровици због терећења за наводни ратни злочин над цивилним становништвом, укинута првостепена пресуда и одређено је да се брани са слободе. Након што му је у јулу године запаљен лични аутомобил од стране непознатих починиоца, Ивановић је изјавио да сматра да би мотив могао да буде његово политичко деловање. Наредног месеца је објављено да је Ивановић кандидат за градоначелника Северне Косовске Митровице на локалним изборима у октобру 2017. године испред ГИ СДП, а његову кандидатуру су подржали и Демократска странка, Покрет слободних грађана, Нова странка и Александар Шапић. Истог месеца је запаљен ауто и Драгиши Миловићу, коалиционом партнеру и кандидату за председника општине Звечан. Српска листа, Марко Ђурић, директор Владине Канцеларије за Косово и Метохију и потпредседник СНС-а, и „РТВ Пинк” су водили негативну кампању против Ивановића, наводећи да је непоштен човек у „антисрпској коалицији”, да има подршку Приштине и да ради на слабљењу јединства Срба на Косову и Метохији. На изборима је Ивановић освојио 18,52% гласова, иза кандидата Српске листе Горана Ракића који је придобио око 67% гласова.
Дана 16. јануара 2018. у раним јутарњим часовима извршен је атентат на Оливера Ивановића испред седишта његове странке од стране непознатих починилаца. Иако је Александар Вучић неколико пута током 2018. године најављивао да постоји напредак у истрази и да ће бити јавно доступне информације о убиству, годину дана од атентата власти Србије нису објавиле осумњичене и детаље убиства.

### Оснивање Савеза за Србију, инцидент и скуп у Крушевцу
После оснивања Савеза за Србију 2. септембра 2018. године, ова коалиција је покренула широк спектар активности, попут трибина, на којима је представљала свој политички програм по различитим градовима Србије, те преговора са другим опозиционим организацијама о платформи за фер-изборе и побољшање медијских услова.
Пре мање трибине, која је требало да се одржи у Крушевцу 23. новембра исте године, дошло је до физичког инцидента, у коме су непозната лица напала лидера једне од чланица Савеза, Левице Србије, Борка Стефановића, те неколико његових страначких колега. Стефановића су непознате особе удариле металном шипком у потиљак, онесвестивши га, а потом су га и шутирале на земљи. Његовом колеги Бобану Јовановићу су избијени зуби, а инцидент је прекинуо један полицајац у цивилној гардероби, који је био присутан.
Овај инцидент је изазвао колективни шок међу странкама и појединцима из опозиције, који су већ наредног дана на конференцији за новинаре наговестиле низ заједничких активности у циљу протеста против насиља, директно оптужујући Александра Вучића и Српску напредну странку за организацију напада.
У среду, 28. новембра, у сали СО „Стари Град“ у Београду је организована трибина опозиционих грађанских активиста, на којој су Сергеј Трифуновић и Синиша Ковачевић позвали опозиционо јавно мњење да изађе на уличне протесте.
Први скуп је најављен за петак, 30. новембар у самом Крушевцу. Он је отпочео као редовна трибина Савеза за Србију уз подршку других странака и покрета. Ипак, после тога су присутни изашли на улице и организовали протесну шетњу, којој је присуствовало око хиљаду људи. Наредни скуп је најављен за Београд, наредне суботе, 8. децембра.

## Ток

### Децембар 2018 — Фебруар 2019.
Дана 8. децембра, на платоу испред Филозофског факултета и на Студентском тргу се окупило више хиљада учесника. Тада је успостављена пракса да после почетног скупа и говора грађани крену у протестну шетњу по централним градским улицама.
Протести у Београду су наставили да се одржавају сваке суботе, а према проценама већине извора, до Нове године је број учесника редовно бивао све већи. Тако је британски лист „Фајненшел Тајмс” известио да је на трећи београдски скуп изашло неколико десетина хиљада учесника, Истовремено, министар унутрашњих послова, Небојша Стефановић је, после тог протеста, у телевизијском обраћању изнео оцену да на улицама није било више од 5000 демонстраната. Према процени организатора, наредне суботе, 29. децембра број окупљених ишао и до 70.000 учесника, мада су неутрални медији давали конзервативније процене (до неколико десетина хиљада људи).
Једини редовни говорник на београдским протестима на првих неколико скупова је био глумац Бранислав Трифуновић, док су се на појединачним протестима, окупљенима обраћали академик Душан Теодоровић, глумци Тихомир Станић и Никола Којо, карикатуриста Душан Петричић, новинар Срђан Шкоро, активиста Десимир Стојанов, новинар Милан Јовановић и други.
У данима око и после Нове године, редовни протести су почели да се одржавају и у другим градовима. До првих дана марта, талас демонстрација се проширио до неколико десетина општинских и градских места.

### Март — Април 2019.
Почетком марта, на скуповима су почели да говоре и опозициони политичари.
У првој половини тог месеца, у Београду долази до радикализације протеста, када демонстранти на скупу 9. марта (који је перципиран као својеврсна годишњица демонстрација 1991. године — а окупљенима се са Теразијске чесме, баш као и 28 година раније, обратио глумац Бранислав Лечић) блокирали на сат времена зграду РТС-а. Том приликом је на улици први пут јавно презентован тзв. "Дневник слободне Србије".
Супротно првобитном плану, који је подразумевао различите перформансе испред улаза у РТС, 16. марта је део демонстраната предвођен лидерима Савеза за Србију ушао у зграду РТС-а кроз трећи улаз у Абердаревој улици, захтевајући да се укључе у програм.
Први пут, полиција и жандармерија су насилно интервенисале против окупљених. Припадници МУП-а су изнели из зграде поједине опозиционе политичаре и њихове симпатизере, а потом палицама интервенисали против окупљених.
Пошто нису испуњени захтеви демонстраната да се уживо укључе у програм РТС-а, неколико хиљада грађана се наредног дана окупило у 12 часова испред зграде Председништва Србије, у тренутку док је Александар Вучић у њој држао конференцију за новинаре. Полицијске и жандармеријске снаге су окружиле зграду Председништва, а други кордон је на углу улица Краља Милана и Кнеза Милоша применио силу (палице и сузавац), како би спречио пролазак камиона са озвучењем. Демонстранти су се ипак пробили и спојили са масом људи око саме зграде. После краћих говора организатора протеста, окупљени људи су формирали сопствени живи ланац око зграде, не дозвољавајући Вучићу да је напусти. Ипак, после информације да је део демонстраната ухапшен, формирана је колона и окупљени су се упутили у правцу главне градске полицијске станице ("29. новембар") у улици Деспота Стефана. Тамо их је дочекало још полицијских јединица, те сам министар унутрашњих послова, Небојша Стефановић, а после вербалних чарки, догодило се и неколико мањих инцидената (станица је гађана пластичним флашама и каменицама), после чега је још неколико учесника приведено. Скуп је завршен по информацији да су ухапшени распоређени по различитим прекршајним судовима у граду, те да су им на брзину изрицане мање затворске казне, па су представници СЗС-а су дали рок до наредног дана у 15 часова да се сви ухапшени ослободе, најављујући нове протесте.
Наредног дана, Вучић је изјавио како "не може да аболира прекршајно осуђене, али да би волео да буду ослобођени", што се и догодило наредног дана.
Још пре ових догађаја, масовни протест је најављиван за 13. април, који је у медијима фигурирао као датум када ће сви демонстранти доћи у Београд.
За 6. април је најављено да ће, уместо скупа на Студентском тргу (блокираном због проширења пешачке зоне), централно окупљање бити испред зграде Владе Србије, после чега ће бити организована шетња до зграде телевизије "Пинк". Због тога, управа ове медијске куће је упутила писмо на око 130 међународних организација, тражећи заштиту од упада присталица Савеза за Србију.
4. априла, представници Савеза за Србију су покушали да уђу у Скупштину Града Београда, како би разговарали са градоначелником Зораном Радојичићем, али су их окупљени запослени у градској администрацији (пре свега жене) спречили у томе. Због тога су они демонтирали барикаде (које ограђују радове на проширењу пешачке зоне) и монтирали их испред зграде РЕМ-а на Тргу Николе Пашића.

### Митинг „Сви као један“
Дана 13. априла, учесници протеста из целе земље су се окупили у Београду испред Дома Народне Скупштине на митингу под називом "Сви као један". Процене о броју учесника су варирале од око 7000 (према полицијским и изворима блиским властима) до око 35.000 и више (према опозицији). Интересантно је да су паралелно са овим скупом, званичници Српске напредне странке и њихових коалиционих партнера (као што су Горан Весић и Александар Вулин) наговестили сопствени штрајк глађу као својеврсну контраакцију. Од овога су, пак, одустали, али су одборници и народни посланици из редова СНС-а ушли у зграде Народне скупштине и појединих локалних парламената, блокирајући их до даљег.
На првом делу митинга, окупљенима су се обратиле значајне јавне личности, после чега је уследила једночасовна протестна шетња. У завршном делу, за говорницу су се попели опозициони политичари из група потписница "Споразума са народом".
Протести су се одржавали и током ускршњих празника, а 4. маја у Пионирском парку је била формирана тзв. "Слободна зона".

### Април — Децембар 2019.
Како су се приближавали летњи месеци, број учесника је почео да опада, у појединим градовима су скупови престали, а поједини представници опозиционих странака (попут Бранислава Лечића) су предлагали да се протести обуставе до даљег.
Ипак, скупови у Београду и појединим градовима су наставили да се одржавају и током летњих и јесењих месеци 2019. године.
Скуп одржан 21. децембра 2019. године у Београду се сматра нешто посећенијим, те најмасовнијим још од митинга "Сви као један", а као разлог томе се наводи чињеница да се окупљенима обратио узбуњивач Александар Обрадовић, који је свега неколико дана раније био пуштен из кућног притвора.

### Јануар — Март 2020.
Први скуп у 2020. години је одржан 3. јануара у Новом Саду, док је први београдски протест одржан сутрадан, 4. јануара. Истог дана је, после паузе од неколико месеци, одржан протест и у Крагујевцу.
Велико изненађење у опозиционом јавном мњењу је настало 21. јануара, када је група из организације "Један од пет милиона" објавила да ће изаћи на изборе, уколико то учине и Нова странка и Странка модерне Србије, које су претходно потписале Споразум с народом. Одлуку о изласку на изборе су потврдили наредне недеље, 28. јануара, од чега су се оградили бројни локални одбори ове организације.
Петнаест бивших чланова покрета "Један од пет милиона", који су учествовали у организацији протеста у почетним фазама, је објавило писмо јавности којим се оградило од одлука покрета да изађу на изборе. Организатори протеста у Крушевцу, Крагујевцу, Чачку, Кикинди, Новом Саду и Косовској Митровици су се, такође, дистанцирали од одлуке покрета и позвали грађане да се поново окупљају на протестима.
Наредни протести су се у неизмењеном формату одржали у Новом Саду и Крагујевцу, док је у Београду знатно веће учешће у организацији узео Савез за Србију.
Од 1. фебруара протесте организује група грађана под називом Грађански отпор. Протести су наставили да се одржавају у исто време као и претходни. На шеталици од 1. фебруара стоји натпис У БОЈКОТ 2020.

### Прекид
У првим месецима 2020. године, светом је почела да се шири пандемија тешког акутног респираторног синдрома коронавируса. После првих забележених случајева у Србији, организатори протеста у Београду, Новом Саду и Крагујевцу су 10. марта донели одлуку да се протести до даљњег прекидају.
У току пролећних месеци постаје све јасније да је овај талас протеста, фактички, окончан без видљивијих резултата. Пак, у априлу избија још један талас протеста са конкретнијим захтевима.

### Меморијали
Масовни скуп је организован у среду 16. јануара 2019. године, на прву годишњицу убиства Оливера Ивановића, када су грађани у тишини прошетали од платоа Филозофског факултета до Храма Светог Саве на Врачару, испред кога су оставили упаљене свеће. Пре овог скупа, неколико припадника организације Локални фронт из Краљева је четири дана пешачило Ибарском магистралом из свог града до Београда, у оквиру тзв. „Ибарског марша”, а то како би на овај начин одали почаст Ивановићу, те скренули пажњу на значај тог скупа.
Друга масовна меморијална шетња је организована у уторак, 12. марта, на шеснаесту годишњицу атентата на премијера Србије, Зорана Ђинђића. На скупу није било говора, већ су само репродуковане познате Ђинђићеве изјаве.
Дана 13. марта је на Тргу слободе у Новом Саду обележена четврта годишњица тешке хеликоптерске несреће у околини Сурчина, у којој су погинули четворочлана посада и беба, коју су покушали да евакуишу из снежног наноса покрај Новог Пазара.
Меморијал Оливеру Ивановићу је потом одржан и поводом друге годишњице његовог убиства у суботу 17. јануара 2020. године.

## Захтеви протеста
Захтеви самих организатора, изнесени пре трећег београдског протеста су додатно уобличени, па је тако у документу, који су потписали Јелена Анасоновић (испред покрета „Против диктатуре”) и глумац Бранислав Трифуновић, захтевано:
- Пет минута за гостовање представника протеста и да Радио-телевизија Србије у свакој информативној емисији омогући опозицији да изнесе своје ставове,
- Да РТС објављује истините податке о броју окупљених грађана, емитује веродостојне снимке са протеста и објави захтеве демонстраната,
- Откривање јавности налогодавца убиства лидера Грађанске иницијативе СДП Оливера Ивановића, налогодаваца напада на лидера Левице Србије Борка Стефановића, као и ко је покушао да убије новинара портала Жиг инфо Милана Јовановића и ко је то наредио.[120]

После одржавања овог скупа, организатори су од Александра Вучића захтевали и смену министра унутрашњих послова, Небојше Стефановића, дајући рок до суботе 29. децембра у 18 часова, за када је био заказан нови протест. Овај услов није испуњен у датом року.
На протесту 19. јануара, говорници и поједини учесници су као захтев истакли и оставку Александра Вучића, али и то да опозиција преузме политичку одговорност за дешавања на улицама, те да прецизно формулише сопствене захтеве.
На најмасовнијем протесту од почетка, који је одржан 13. априла у Београду под називом „Сви као један”, су представљену следећи захтеви:
- Формирање заједничке комисије власти и опозиције за дефинисање фер и поштених изборних услова
- Избор новог састава Регулаторног тела за електронске медије
- Избор техничког и уређивачког тима Радио-телевизије Србије и Радио-телевизије Војводине.

Такође је прочитано је да су представници протеста „Један од пет милиона” спремни за разговор са надлежним органима и да ће делегирати представнике за све три предложене радне групе. На наредном протесту је представљен је тим стручњака нестраначких личности за преговоре с влашћу који ће чинити професори Чедомир Чупић, Душан Вучићевић и Сњежана Миливојевић, политиколози Јованка Матић и Бобан Стојановић, редитељ Срђан Драгојевић, новинар Вукашин Обрадовић и Зоран Гавриловић, као и Независно удружење новинара Србије и Асоцијација слободних медија. Експертски тим је 3. јуна објавио уобличене захтеве грађанских протеста у виду 42 препоруке и шест закључака везаних за изборне и медијске услове.

## Одговор власти

### Медијске реакције
Реагујући на информације о избијању протеста против њега, председник Србије, Александар Вучић је одбацио захтеве опозиције и изјавио:
Хоћете изборе? Шта хоћете? Ја да вам нешто попуштам, тим вашим глупостима и за шта се залажете, нећу. Нисам ни четири месеци када су шетали. Унапред вам кажем да ми не пада на памет... Може пет милиона да вас се скупи, можете само да добијете изборе и онда испуњавајте оно што је народу обећано. Ја под притисцима нећу да радим и по томе се разликујем од свих других.
Неколико недеља касније, пак, Вучић је донекле ублажио свој став и изјавио како је спреман да саслуша незадовољне грађане који протестују на улици и подлегне њиховим притисцима, али да неће подлећи притисцима „лажова из опозиције”.
Гостујући на РТС-у, премијерка Владе Србије, Ана Брнабић је прокоментарисала како су протести легитимни, али да јој нису јасни. Ивица Дачић, потпредседник владе и министар иностраних послова је дао изјаву да треба раздвојити грађане на протестима и глумце који их подржавају од опозиционих политичара који желе да искористе протесте да би показали да имају подршку за своју политику, док је председница Народне скупштине, Маја Гојковић, изјавила да би желела да саслуша грађане, али не и припаднике бивше власти, као и да личности и политичке партије из Свеза за Србију покушавају да се сакрију иза грађана.
Српска напредна странка је 3. фебруара на свом сајту, званичним налозима на Јутјуб-у и друштвеним мрежама објавила спот чија је основна порука била представљање Драгана Ђиласа и Вука Јеремића како као организатори протеста манипулишу учесницима након добијања наредби и новца од тзв. „тајкуна броја 1”. Дан касније је председник Вучић најавио да ће започети кампању „Будућност Србије” у склопу које ће обићи места у свих 29 округа са намером да се упозна са проблемима грађана и да им представи досадашње резултате, што су политички аналитичари описали као својеврсни одговор на протесте и на тврдње да власт губи подршку (видети одговарајућу секцију).
Након најаве Марка Јакшића, одборника ГИ СДП Оливера Ивановића, да ће протести бити одржани и у Косовској Митровици, директор владине канцеларије за Косово и Метохију, Марко Ђурић, је изјавио да Косовска Митровица није место за поделе и поручио лидерима Савеза за Србију, назвавши их политичким профитерима и дилетантима, да заобиђу тај град.

### Скуп подршке Владимиру Путину
Дана 17. јануара 2019. године, свега дан после скупа поводом годишњице убиства Оливера Ивановића, у званичну посету Србији је дошао руски председник Владимир Путин. Организације блиске Српској напредној странци су за тај дан најавиле масовни дочек овог државника, уз подршку самом Вучићу, што су организатори протеста, опозициони политичари оценили као „контрамитинг”, но из владајућих структура су одбацили такве наводе.
После почетног скупа на Теразијама, колона од неколико десетина окупљених грађана је прошетала до Храма Светог Саве, очекујући да им се Путин и Вучић обрате, што, пак, није било предвиђено протоколом, па се руски председник у свега неколико речи обратио окупљенима.
Док су медији блиски владајућим странкама оцениле да се у Београду окупило око 125.000 симпатизера Вучића и Путина, независни и медији блиски опозицији су истицали како је велики број запослених у јавном сектору широм земље био приморан да присуствује скупу, те су напомињали како је хиљаде аутобуса организовано дошло у главни град из целе Србије.

### Кампања „Будућност Србије“
Почетком фебруара, Вучић је отпочео личну турнеју, током које, према сопственим речима, планира да обиђе целу земљу. Тим поводом је он покренуо сопствени налог на друштвеној мрежи „Инстаграм“ и лансирао низ промотивних спотова.
Турнеја је покренута уз оптужбе да су поједини локални медији принуђени да се уживо укључују у Вучићеве конференције за новинаре.
Иако није отворено речено да је реч о изборној кампањи, Вучићев генерални секретар, Никола Селаковић није ни оповргао тврдње да је реч о уводу у изборну кампању.
До средине марта, Вучић је обишао неколико округа.

### Оптужбе за насиље и фашизам
Након неколико месеци трајања протеста, представници власти са свих нивоа су константно протесте називали окупљањима које предводе фашисти и тајкуни, уједно их оптужујући за спровођење насиља. Горан Весић, заменик градоначелника Београда, је протесте повезао са наводном прославом датума када је Адолф Хитлер заузео Београд, као и са наводном подршком од стране Рамуша Харадинаја, председника владе Републике Косово повезаног са ратним злочинима, са циљем да се сруши Александар Вучић. Весић је 11. априла, заједно са Александром Вулином, министром одбране, и многим другим функционерима из странака владајуће коалиције најавио штрајк глађу који би, према њиховим речима, представљао једини цивилизован начин супротстављања „хулиганизму и насиљу”. Након консултација са председником републике, Александром Вучићем, је донета одлука да се одустане од штрајка, али да се креће у нови начин одбране и остајања током целог дана и ноћи у републичкој и локалним скупштинама, пред и за време „скупа Сви као један”, како би се институције „одбраниле од насиља и повампиреног фашизма”.

## Одговор опозиције

### Став опозиције
После инцидента у Крушевцу, тадашњи председник Покрета слободних грађана и Грађанског блока 381, Саша Јанковић је узео учешће на заједничкој конференцији за новинаре опозиције, те је осудио овај чин. Ипак, ПСГ и ГБ381 нису учествовали у прва три протеста, за шта су давани различити разлози, од којих је најзначајнији била промена говорника на првом протестном скупу у Београду, када се, између осталог, одустало од идеје да међу говорницима буде глумица Мирјана Карановић (видети секцију контроверзе). Наредних дана, бројне познате личности, међу којима и неки од потписника „Апела 100” (којим је Јанковић подржан као кандидат за председника Србије претходне године) су ово коментарисали у веома негативној конотацији, што је довело до тога да 17. децембра Саша Јанковић објави да се повлачи из политике, те да подноси оставке на све функције у ПСГ-у и ГБ 381. Један дан уочи трећег београдског протеста, 21. децембра, Покрет слободних грађана је позвао своје присталице да се придруже демонстрацијама.
Демократска странка Србије је, слично ПСГ-у, узела учешће на заједничкој конференцији за новинаре опозиције после пребијања Борка Стефановића, те, штавише, учествовала протесту у Крушевцу. Ипак, када је глумица Мирјана Карановић најављена као један од говорника на првом скупу у Београду, они су ускратили подршку демонстрацијама. Пошто је већ на том скупу списак говорника измењен, ДСС је променио одлуку и прикључио се протесту већ од наредне суботе. Протесте је подржао и лидер Нове Србије и Националног центра, Велимир Илић. Срђан Шајн, председник Ромске партије, такође је подржао протесте. Покрет Доста је било је 22. јануара 2019. издао саопштење у којем је објаснила да њихови чланови учествују на протестима од самог почетка, али да сматрају да странке и политичари не треба да буду у првим редовима и да захтеви протеста треба да буду конкретнији.
Како би пружили додатну подршку протестима, сви опозициони посланици (са изузетком чланова ЛДП-а, ЛСВ-а, СДА и СРС-а) су, почев од посебне седнице Народне скупштине Републике Србије 28. јануара, на којој је говорио председник Словеније, Борут Пахор, отпочели бојкот парламента. Претходно су поједини посланици Демократске странке Пахору уручили документацију о нападима власти на опозицију и медије, као и фотографије са протеста који су до тог дана трајали два месеца уназад.
Посланици ЛСВ-а су, такође, бојкотовали седнице Народне скупштине и Скупштине АП Војводине и објаснили да та странка подржава грађанске протесте и учествује на њима, али да не подржава уједињење свих опозиционих партија без јасног програма. Лидер ЛДП-а, Чедомир Јовановић, је изјавио да подржава грађанске протесте, али не опозицију окупљену око Савеза за Србију и бојкот рада парламента на који су позвали. Александар Шапић, председник Српског патриотског савеза, је у априлу 2019. године нагласио да подржава изнесене захтеве и да се не противи учешћу својих чланова и симпатизера на протестима, али да званично неће подржати и појављивати се на њима.

### Захтеви опозиције
Дана 14. децембра, после око два месеца заједничког рада на тој платформи, велика већина опозиционих странака и покрета у Србији је потписала споразум, којим су тражили слободне медије и поштовање изборног процеса. Неки од њих подразумевају:
- Свакодневно информисање јавности на јавним сервисима о активностима власти и опозиције, и то у трајању од најмање 30 минута,
- Редовно учешће опозиционих странака, савеза и покрета у информативним емисијама јавних сервиса,
- Спречавање злоупотребе бирачког списка кроз увођење кривичне одговорности ресорног министра (ако се списак нађе код неовлашћених особа), те спречавање злоупотребе јавних ресурса у изборној кампањи,
- Промена састава Регулаторног тела за електронске медије, ради доследне примене овлашћења тог тела у контроли електронских медија.[163]

Споразум су потписали Савез за Србију, Покрет слободних грађана, Демократска странка Србије, Нова странка, Социјалдемократска странка, Иницијатива „Не да(ви)мо Београд“, Демократска заједница војвођанских Мађара, Грађанске платформе, Покрет центра и Доста је било.
Реагујући на захтеве организатора протеста, Савез за Србију је предложио окупљање целокупне опозиције, синдиката и представника грађанских удружења зарад креирања заједничке платформе, плана и прецизирања политичких циљева демонстрација.

#### „Споразум са народом“
После неколико недеља, представници већине потписника претходног договора (са изузетком ДЈБ-а, ДСС-а и Не да[ви]мо Београд) су 6. фебруара потписали свеобухватнији споразум, који подразумева:
- Заједничку борбу за слободне медије и слободне и поштене изборе на начин који је дефинисан Заједничким условима опозиције за спровођење слободних и поштених избора (а који су саставни део споразума),
- Бојкот избора до испуњења ових услова, уз непризнавање институција формираних на таквим изборима,
- Демократизацију и борбу против насиља и екстремизма, које намеће режим, те солидарност у заштити угрожених грађана,
- Обелодањивање и преиспитивање свих аката, које је усвојио актуелни режим, а који угрожавају државне, националне и безбедносне интересе.
- Бојкот свих институција,
- Рад на формирању заједничке изборне листе, када се до поштених избора дође,
- Формирање владе стручњака, која ће:
  - Обезбедити враћање демократских начела и владавину права у Србији и поштовања уставних начела о подели власти на законодавну, извршну и судску,
  - Успоставити независно судство и тужилаштво,
  - Успоставити независност Уставног суда Србије,
  - Успоставити специјалног тужиоца за корупцију, организовани криминал и трговину утицајем,
  - Оснажити државну ревизорску институцију,
  - Утврдити критеријум за избор јавних функционера,
  - Заштитити независна и регулаторна тела од странака,
  - Извршити лустрацију,
  - Испитати порекло имовине,
  - Извршити измену изборног законодавства и
  - Заштитити локалну самоуправу.[23]

Од београдског протеста 16. фебруара, споразум је стављен на располагање за потписивање грађанима.

#### „Декларација“
На трибини одржаној у Комбанк дворани 2. фебруара 2020, део опозиције који је прогласио бојкот (без покрета Доста је било, али са Покретом слободних грађана, при чему су и једни и други у то време учествовали у бојкоту, али су касније одлучили да изађу на изборе) је донео декларацију, којом се обавезује да не призна власт проистеклу из „нелегитимних избора“.

### Промене у опозицији
Децембра 2018. године, Саша Јанковић се повукао из политике, а на место председника Покрета слободних грађана је крајем јануара 2019. дошао глумац Сергеј Трифуновић. Организација Не да(ви)мо Београд (организатор протеста током 2016. године) је у јануару 2019. године објавила свој списак захтева и предлоге за појачавање притиска на режим и остваривања прва за слободне и фер изборе, док је наредног месеца саопштено да ће заједно са Локалним фронтом из Краљева, УПСС из Ниша и другим локалним покретима и иницијативама формирати заједничку политичку организацију Грађански фронт која ће заступати вредности демократског социјализма.
Демократска странка, Социјалдемократска странка и Заједно за Србију су почетком марта покренуле процес уједињења у Демократску странку, а преговори се воде и са Новом странком и другим сродним партијама и организацијама. Драган Ђилас је 19. априла изабран са председника новоформиране Странке слободе и правде, која је настала спајањем партија Зелена еколошка партија - Зелени, Левица Србије и других организација и појединаца који су претходно били блиски Савезу за Србију и подржавали грађанске протесте.
Лига социјалдемократа Војводине и Војвођанска партија су потписали споразум о сарадњи који је у медијима називан Војвођанским фронтом. Договор о сарадњи су потписали Странка модерне Србије (партију коју су формирали чланови који су напустили Доста је било) и Грађански демократски форум (формиран од стране бивших чланова Покрета слободних грађана), прогласивши свој блок правом грађанском алтернативом.

## Реакције међународне заједнице
Европска комисија, извршни орган Европске уније, је у извештају о Србији у мају 2019. године скренула пажњу на мирне вишемесечне протесте који захтевају слободу медија и регуларне изборе. У извештају се помиње да је владајућа партија довела до погоршања могућности за адекватну расправу у парламенту и да су опозиционе странке отпочеле бојкот седница, али и најавиле бојкот евентуалних избора. Упућене су критике на изборне услове, с акцентом на неравноправну заступљеност у медијима и мешање страначких и државних активности. Озбиљна забринутост постоји због угрожених медијских слобода, случајева претњи, застрашивања и насиља над новинарима, а упућен је позив да се што пре усвоји и имплементира нова медијска стратегија и да се појача независност Регулаторног тела за електронске медије.

## Реакције и подршка

### Академска и струковна подршка
Дана 18. јануара 2019. године, више медија је пренело писмо јавности сто пет професора, пензионисаних професора, емеритуса, доцената и предавача Филозофског факултета, којим су подржали протесте, истичући како у понашању актуелне власти препознају знаке диктатуре.
Дана 21. јануара, подршци су се придружили и готово сви наставници и сарадници Факултета политичких наука.
Убрзо је формиран и заједнички списак свих академских радника у Србији, који је до краја те седмице (27. јануара) потписало преко пет стотина наставника са свих државних и извесног броја приватних универзитета.
Неколико дана раније, сличан проглас је потписало и стотинак адвоката.
Дана 31. јануара објављен је списак од преко 400 уметника и стручних сарадника у култури који подржавају грађанске протесте и, како наводе, истрају у одбрани слободе говора и стваралаштва и бране основна начела демократије. Једна од потписница, глумица Светлана Бојковић, је објаснила да подршка протестима не значи подршка опозицији, већ да се и од власти и од опозиције тражи да се у политичку културу уведу грађанске вредности и стандарди. У првим месецима 2019. године подршку протестима су пружили Војни синдикат Србије, Синдикат лекара и фармацеута Србије, Полицијски синдикат Србије и неколико удружења пољопривредних произвођача.
Почетком фебруара, списак подршке академских радника у Србији је достигао број од преко 1400 потписника, а покренута је и петиција подршке припадника научне дијаспоре Србије коју је потписало неколико десетина запослених на универзитетима у иностранству. Поводом изјаве Младена Шарчевића, министар просвете, науке и технолошког развоја, да међу потписницима нема озбиљних имена и да списак чине половина пензионера и половина младих истраживача „који су почели да раде тек јуче”, ректорка Универзитета у Београду проф. др Иванка Поповић је у издала саопштење за јавност у којем је навела да личност сваког члана универзитетске заједнице мора увек да буде поштована, у складу са уставним и законским јемствима интегритета, достојанства и права на приватност.
Филозофски факултет у Београду је 7. фебруара покренуо циклус трибина под називом „Није филозофски ћутати” са циљем да се придружи грађанским настојањима за успостављање демократског друштва. Један од организатора трибина и професорка на одељењу за историју, Дубравка Стојановић, је објаснила да ће се трибине одржавати сваког четвртка све до јуна, нагласила да мисли да је значајно ширења подршке протестима међу академском заједницом и да протести и трибине могу оснажити друштво. Проф. Стојановић је, такође, у образложењу своје подршке протестима поменула да је кључно што је повучена граница испод које ниједна власт не сме ићи, да је отпор друштва важнији од пуке, површне промене власти.

### Учешће студената
Према истраживању из марта 2019. године, студенти су чинили приближно четвртину учесника протеста. У медијима је у више наврата најављивано организовано учешће студената са различитих факултета у Београду, укључујући Правни факултет, Факултет политичких наука, Факултет организационих наука, Електротехнички, Фармацеутски, Биолошки, Факултет драмских уметности и Високу школу електротехнике и рачунарства. Такође, најављено је и организовано учешће студената Универзитета у Новом Саду на протестима.
Председник Студентског парламента Универзитета у Београду, Дино Мартинић, је изјавио да би званична подршка протестима од стране те организације била кршење Статута Универзитета и Закона о високом образовању, којима се забрањује деловање које у основи има политичке и страначке циљеве. Председник Савеза студената Београда, Боријан Соковић, је објаснио да организација неће пружити подршку протестима, нити било којој политичкој опцији, већ да ће њихов акценат бити на решавању проблема специфичним за студенте. Ана Тодоровић, председница Студентског парламента Универзитета у Новом Саду, се оградила од протеста уз апел медијима да протесте не називају студентским зато што у организацији не учествује ниједан студентски парламент.
Поводом Дана студената (4. априла), 6. априла је била организована посебна студентска протестна шетња почевши од Студентског града на Новом Београду па до зграде Владе Србије где су се студенти придружили осталим учесницима протеста. Пет дана касније су студенти Универзитета у Београду окупљени у „Један од пет милиона” организовали перформанс у којем су симболично носили кофере обележене заставама европских земаља како би указали на проблеме све масовнијег одласка младих из Србије, лажних диплома и плагираних доктората.
Студенти из удружења „Један од пет милиона” су 13. септембра са групом других студената и професора отпочели блокаду Ректората Универзитета у Београду смештеног у Капетан-Мишином здању, са намером да укажу на бројне проблеме у функционисању универзитета. Водећих захтеви су се односили на спорну докторску дисертацију Синише Малог, министра финансија. Студенти су захтевали од ректорке проф. др Иванке Поповић да јавно затражи од председнице Владе Ани Брнабић разрешење Синише Малог са министарског места. Ректорка је изјавила да су намере студената које протестују часне, али да се не слаже са начином изражавања пошто блокада онемогућава рад и угрожава интересе стотине хиљада студената. Уједно је, као и Ректорски колегијум, осудила упад активиста владајуће странке у Ректорат који су физички насрнули студенте. Четрдесет друга по реду протестна шетња у Београду, одржана 21. септембра, је била посвећена „борби за част универзитета” и завршена испред зграде Ректората. Након дванаест дана блокаде, проф. Поповић је издала саопштење у ком је поменула да прихвата моралну одговорност и стаје уз своје студенте који протестују, те да захтева од Одбора за професионалну етику да донесе своју коначну одлуку о изради докторске дисертације Синише Малог, а од свих актере у политичком и јавном животу одговорно понашање, уз пуно поштовање аутономије универзитета. Након саопштења ректорке и успешних преговора, студенти су прекинули блокаду. Одбор за професионалну етику Универзитета у Београду на седници одржаној 21.11.2019. године једногласно је утврдио постојање неакадемског понашања Синише Малог приликом израде докторске дисертације и упутио Решење Сенату Универзитета ради поступања у складу са Правилником o поступку поништавања дипломе докторских студија.

### Учешће средњошколаца
Дана 18. марта, група ученика Филолошке гимназије се упутила у смеру полицијске станице, јер је у пређашњим инцидентима на затворску казну по скраћеном поступку упућен њихов школски друг Павле Цвејић. Они су властима дали рок од четрдесет осам сати да га пусти на слободу, најављујући да ће позвати све вршњаке на заједнички скуп после тога. Већ наредног дана, ученици Економске школе у Ковину су организовали сопствени протест упозорења. Истог поподнева, из истог разлога су протестовали и средњошколци из Житорађе и Прокупља.

### Став Српске православне цркве
Патријарх српски Иринеј је изјавио да не види корист за народ од подстицања на протесте, позивајући се на актуелну политичку кризу око решавања статуса Косова и Метохије:
Социјални проблеми и незадовољство које постоји код неких слојева друштва не треба да цепају народно биће, посебно имајући у виду оснивање још једне албанске војске, спречавање снабдевања српских установа, болница, школа и другог на Косову и Метохији.
Патријарх је, такође, довео у везу спорадичне протесте у Бања Луци (због убиства момка Давида Драгичевића) са онима у Србији.
Коментаришући то, протођакон Љубомир Ранковић, уредник радија „Глас цркве” је истакао да је реч о патријарховом личном ставу (на који он има право као политичко биће), те да само Свети архијерејски сабор износи званичан став Српске православне цркве.
Поједини свештеници (попут нишких протојереја Миомира Јевтића и Богосава Станковића) су узели учешће у протестима, истичући да је "црква увек уз народ".
Обраћајући се на централној државној манифестацији у Нишу поводом обележавања 20 година од почетка НАТО агресије на СРЈ, патријарх Иринеј је изјавио:
Оно што видимо данас на улицама није добро. То даје снагу нашим непријатељима. Зна се како се долази до положаја и до власти. На овај начин не могу доћи, нити наудити, али могу наудити своме народу и својој држави. А верујем да то не желе. Можда су друге жеље јаче од њих, али морају да размисле шта чине и да се са мало више љубави обрну своме народу, својој отаџбини и својој будућности.
Савез за Србију је у свом писму упућеном патријарху Иринеју оптужио патријарха да је отворено стао на страну власти, за директно мешање у дневно-политичка питања и како „СПЦ није у власништву СНС”. Владика Григорије, епископ диселдорфски и немачки, је јавно подржао протесте наводећи да је то најмудрији могући начин борбе против насиља.

## Контроверзе

### Хапшење, пуштање и оставка Драгољуба Симоновића
Дана 25. јануара је ухапшен председник општине Гроцка и члан председништва СНС-а, Драгољуб Симоновић, због основане сумње да је наредио напад на новинара Милана Јовановића. Ову вест је званично саопштио председник Србије Александар Вучић на конференцији за новинаре којој је присуствовао и министар унутрашњих послова, Небојша Стефановић.
Симоновићево хапшење су поздравили ОЕБС и организација Репортери без граница.
Ипак, после нешто више од месец дана проведених у притвору, он је пуштен да се брани са слободе 7. марта.
После притиска јавности, поднео је оставку 15. марта.
Паралелно са протестом 20. марта, који је организовала опозиција (јер до 19. марта, скупштина општине није уврстила ово на дневни ред), симпатизери СНС-а су организовали и сопствени скуп. У тим моментима, скупштина је усвојила Симоновићеву оставку.

### Говорници
Прве озбиљније контроверзе у вези са протестом су настале 8. децембра, када се одржавао први београдски скуп. Наиме, путем друштвених мрежа је најављено да ће говорити глумица Мирјана Карановић, кошаркашки тренер Душко Вујошевић, те глумац Бранислав Трифуновић. Ово је изазвало негодовања појединих десничарских и грађанско-либералних кругова, при чему су први били незадовољни избором Карановићке, а други Вујошевића. Тих дана је често цитирана емисија, у којој је глумица читала текст, којим се наводно велича бомбардовање Србије 1999. године, док је Вујошевић означен неподобним јер је присуствовао на неколико скупова у организацији Српске напредне странке. Организатори су зато неколико минута пре почетка протеста одлучили да на скупу говори само Трифуновић, док су Карановић и Вујошевић само учествовали у шетњи.
Сергеј Трифуновић је говорио на протесту у Новом Саду 1. марта 2019. године и том приликом је јавно вређао председника ЛСВ-а, Ненада Чанка, те га (користећи погрдне називе) оптужио за сепаратизам. Представници ЛСВ-а су се, после тога, повукли са протеста, а организатори су се оградили од Трифуновића.
Овај инцидент се наставио, када је Чанак лично дошао у просторије ПСГ-а у Београду, после чега је дошло до вербалног сукоба између двојице лидера.

### Медијско извештавање
Једну од већих контроверзи у вези са протестима је изазвало извештавање телевизије „Студио Б”, са скупа од 8. децембра. У вечерњи програм, који води главна уредница ове телевизије, Ивана Вучићевић, укључила се млада репортерка Барбара Животић и о протесту известила:
Налазимо се на платоу овде испред Филозофског факултета, јако мали број људи је окупљен, далеко мање него очекивано. Заправо је све било мирно, сем тог инцидента где су се људи гурали и ударали кишобранима. Као што си рекла (Ивана Вучићевић), наравно да се то очекивало на оваквом протесту. Наводно је то требало да буде спонтани, мирни протест побуњених грађана против насиља. Наравно да се иза тог протеста налази главни финансијер лидер опозиције Драган Ђилас, који је финансирао сам тај протест и организовао и окупио наводне ванстраначке личности како би се окупио што већи број грађана. Далеко мало (sic) људи је присуствовало протесту. Пре тога, жалили су се пензионери са Старог града да су им стизале поруке управо од Драгана Ђиласа како би они присуствовали протесту у што већем броју. Жалили су се да су их узнемиравали у касним сатима и одакле њима заправо њихов број телефона пошто они своје податке нигде нису остављали. Како сам навела, протест је организован против насиља под паролом “Стоп крвавим кошуљама”, што је велико, али велико лицемерје због тога што управо ти људи који су организовали протест позивају на линч, силовање, насиље, државни удар и то сматрамо јако, јако, јако лицемерним. Поготово у овој ситуацији када у нашој држави треба бити мирна ситуација и стабилна због читавог дешавања на Косову и Метохији, наравно они организују протесте.
Ово је изазвало салву коментара на друштвеним мрежама и у медијима, те се Животић — како у стручном, тако и у приватном смислу — нашла на мети бројних јавних личности, попут Сергеја Трифуновића и Ивана Ивановића, док су јој подршку пружили Ивана Вучићевић, те сам Александар Вучић. Истовремено, музичар Милан Станковић, познатији под надимком SevdahBABY је направио електронски музички ремикс њене репортаже, из чега је настала популарна песма.

#### Радио-телевизија Србије
Кабловска телевизија Н1 се нашла на мети критика представника власти и појединих чланова УО РТС-а због начина извештавања током протеста 16. и 17. марта.
УНС и НУНС су осудиле овакво понашање. Истовремено, Репортери без граница су апеловали на јавни сервис да престане да игнорише протесте, те да почну да извештавају о њима објективно, без обзира да ли се то допада властима или не.

### Инциденти
У току децембра и на првим скуповима у јануару нису забележени озбиљнији физички инциденти.
На готово свим протестима, десничарски активиста Симеон Спасић је вербално, путем мегафона вређао организаторе скупа.
Медији блиски власти су у изразито негативном тону пренели информацију да су демонстранти на другом скупу у Београду, 15. децембра, гађали снежним грудвама зграду Радио-телевизије Србије, те новинаре ТВ „Пинк”. Поједини ЛГБТ портали су пренели информацију да су гађане и просторије Прајд инфо центра у улици Краља Милана.

На протесту 19. јануара 2019. године, дошло је до вербалног обрачуна Драгана Ђиласа и чланова студентске марксистичке организације „Маркс21”. Активисти ове групе су наредног дана оптужили Ђиласа за „ауторитарни, мизогини и хомофобни иступ”. Реагујући на то, Ђилас је признао да се бурно понашао због тога што су га активисти вређали пред децом, кајући се због тога што је псовао чланове „Маркса21”. Чланица председништва СНС-а, Биљана Поповић Ивковић је осудила овај чин, оптужујући СЗС за насиље.
Познати спортски коментатор и један од говорника на скупу у Кикинди 15. фебруара, Милојко Пантић је поливен кофом хладне воде са оближње зграде током шетње у овом граду. Исте вечери, дошло је до сличног инцидента и на скупу у Бору.
Током београдског протеста 23. фебруара, демонстранти су облепили цео Теразијски тунел флајерима са (како су навели) "Вучићевим неиспуњеним обећањима". Док је колона још напуштала тунел код Нушићеве улице, са друге стране су у њега ушли припадници Градске чистоће, те убрзано отпочели уклањање налепница. То је испровоцирало део демонстраната, који се вратио и вербално напао припаднике комуналних служби, терајући их у бег, те излепивши један њихов камион истим таквим флајерима.
Наредне недеље, организатори су покушали да понове овај перформанс, али је — према њиховим наводима — зид тунела у целости био премазан непознатим уљем, који је онемогућио да се било шта лепи преко њега.
У Неготину је 14. марта претучен један од тамошњих организатора скупа, Страхиња Ћирић. Организатори су истакли да овај напад доводе у везу са Ћирићевим пређашњим говором о Зорану Милојевићу Зељи, кога су оптужили да је "главни батинаш СНС-а".
У Житорађи је 18. марта, према наводима опозиције, у кабинету председника општине, пребијен Милан Благојевић, један од организатора локалног протеста. Због тога, наредног дана су мештани Житорађе и Прокупља организовали протестни скуп, којим су уједно пружили и подршку ухапшенима током претходног викенда.
Најозбиљнији инциденти су забележени током протеста 16. марта, када је део демонстраната ушао у зграду РТС-а и наредног дана блокирао Председништво.

### Хапшења
На београдском протесту 2. фебруара 2019, мала група младих мушкараца је носила макету вешала, што су представници СНС-а, МУП-а и поједини медији оценили као директну претњу насиљем од стране организатора протеста и опозиције, коментаришући да је реч о симпатизерима Српског покрета Двери. Савез за Србију се оградио од тога, а наводни виновници овог инцидента су ухапшени два дана касније.
Поједини адвокати су прокоментарисали да овај чин не представља кривично дело.
Неколико дана касније, у јавност је доспело писмо мајке малолетног Николе Пилиповића, која је установила да је њен син носио поменуту макету вешала, те да је ухапшен и као такав постао "најмлађи политички затвореник у Европи".
Готово целокупна опозиција је осудила ово хапшење, позивајући релевантне међународне организације да реагују, те запретивши организовањем протеста испред зграде Централног затвора у Београду, где је Пилиповићу, наводно, одређен тридесетодневни притвор. Он је пуштен 8. фебруара увече, док је други учесник у инциденту, Слободан Глишић, до даљњег задржан у притвору.
Из сличног разлога, после крагујевачког протеста 9. фебруара је ухапшен бивши локални одборник и активиста Слободан Боба Стефановић. Он је носио инсталацију вешала са обешеним човеком, на којима је писало: "Опљачкани пензионер — Вучићу, врћи паре, ил' се бесим" и "Смрт фашизму!". Он је најпре приведен у локалну полицијску станицу, после чега му је позлило, па је упућен у болницу, у којој је провео ноћ. Након великог јавног притиска, наредног јутра је пуштен. МУП је демантовао да је Стефановић приведен, али је истакнуто да ће против њега бити подигнута оптужница због "расне и друге дискриминације".
У току радикализованих протеста 16. и 17. марта, полиција је ухапсила око десет демонстраната, који су учествовали у упаду на зграду РТС-а, те у сукобима са припадницима МУП-а, а многи од њих су по кратком поступку осуђени на краће затворске казне. Међу њима су били и чланови сатиричарског двојца "Покрет уједињених фантома", који су учествовали у упаду на РТС, али и разни појединци старости од 18 до 28 година. Чланови СЗС-а су дали рок до наредног дана у 15 часова да сви ухапшени буду ослобођени, најављујући нове протесте.
Сви ухапшени су пуштени до 19. марта увече.

## Преговори о изборним условима
Дана 30. јула 2019. године, више београдских медија је пренело да је Фонд за отворено друштво у просторијама Факултета политичких наука Универзитета у Београду организовао припремни скуп представника власти и опозиције, којим се наговештава организација округлог стола о изборним условима. Према наводима, скупу су присуствовали Небојша Стефановић, Владимир Ђукановић и Владимир Орлић испред СНС-а, те више представника СЗС-а испред опозиције. На састанку је било и више других представника невладиног сектора, попут ЦЕСИД-а и ЦРТЕ. У саопштењу Факултета политичких наука је наведено да је изборни процес оптерећен бројним проблемима који представљају подлогу за оспоравање резултата, те да ће теме округлих столова бити анализе изборних процеса у целини, финансирање кампања, приступ медијима и њихова контрола, бирачки списак и изборна администрација, као и обезбеђивање бирачког права свим грађанима. Представници удружења „Један од пет милиона” су саопштили да је дијалог између власти и позиције пожељан, али да је дошао касно, као и да ће организатори протеста активно подржавати бојкот редовних парламентарних избора уколико се не имплементирају препоруке стручног преговарачког тима.
Округли столови су вођени по правилима куће "Четам", што је подразумевало да учесници не смеју да износе у јавност детаље о томе шта су говорили други саговорници, што је изазвало извесне контроверзе.
Управо због тога се Странка слободе и правде повукла са преговора већ после првог састанка, инсистирајући да се округли сто у потпуности отвори за јавност.
Након извесних вербалних сукоба на трећем састанку, те одбијања организатора да отворе састанке за медије, цео Савез за Србију је донео одлуку о напуштању овог округлог стола.
Организатори су најавили да ће се дијалог наставити без обзира на то.
Током августа 2019. године, Сергеј Трифуновић, председник Покрета слободних грађана, је у отвореном писму позвао Дејвида Макалистера, председника одбора за спољне послове Европског парламента, да организује дијалог представника власти и опозиције из Србије, уз учешће цивилног друштва и новинарских удружења, како би се дошло до договора о условима за фер изборе. Прва рунда дијалога у посредству Европског парламента је одржана два месеца касније. Иако је већина опозиционих актера учествовала, Савез за Србију је бојкотовао преговоре с влашћу у којима посредују чланови и бивши посланици Европског парламента, иако су се представници коалиције састали са појединим европарламентарцима на одвојеним састанцима. Представници делегације Европског парламента су у децембру 2019. године, након три рунде дијалога, констатовали да у том тренутку није било услова за фер и поштене изборе, али да је потребно време да се имплементирају договоре мере. Током дијалога је договорено померање избора што је касније могуће како би се спровеле договорене мере које обухватају и избор пет нових чланова РЕМ-а, ограничавање употребе јавних ресурса у политичке сврхе, доношење нових прописа за јавне медијске сервисе и регулацију изборне администрације.